# Taxahá
Taxahá es un sitio arqueológico maya ubicado en el municipio de Candelaria, al suroeste del estado de Campeche en México. Taxahá fue un asentamiento prehispánico de la provincia chontal de Acalán-Tixchel (con capital en Itzamkanac), en el que de acuerdo a las fuentes coloniales el 28 de febrero de 1525 se llevó a cabo la ejecución de Cuauhtémoc, quien fuese el último tlatoani de los mexicas.

## Historia
Taxahá fue uno de los 76 pueblos que formaban parte de la provincia prehispánica de Acalán-Tixchel la cual era gobernada por los chontales o putunes durante el periodo clásico tardío y el posclásico terminal hasta el posterior encuentro con los conquistadores españoles. El sitio está conformado por plazas que contienen varias estructuras y basamentos ceremoniales con pirámides, también se ha localizado una estela de piedra labrada con inscripciones jeroglíficas.

### Muerte de Cuauhtémoc
Hacia el año 1524, luego de la conquista española de México, Hernán Cortés emprendió un viaje partiendo de Tenochtitlán con destino a Las Hibueras (actual Honduras), llevando a varias figuras mexicas importantes, entre ellas al tlatoani Cuauhtémoc como prisioneros de guerra para evitar que iniciasen una rebelión en Tenochtitlán. Este viaje se registra en los escritos: Cartas de relación de Hernán Cortés e Historia verdadera de la conquista de la Nueva España por Bernal Díaz del Castillo.  
En 1525 Hernán Cortés llega a Itzamkanac, la capital de la provincia chontal de Acalán, ahí Cuauhtémoc fue acusado de conspirar una traición en contra de Cortés, en respuesta Cortés mandó a ejecutar súbitamente a Cuauhtémoc. Ante este acontecimiento Cortés describe sus motivaciones para la ejecución pero no escribe mayores detalles específicos de la ubicación más allá de localizare en la provincia de Acalán y de también haber ejecutado a Tetlepanquetzaltzin, el tlatoani de Tlacopan (Tacuba).
En los Papeles de Paxbolon Maldonado escritos por el cacique chontal de Acalán Pablo Paxbolon se retoma el mismo relato de la ejecución de Cuauhtémoc y se especifica que Cuauhtémoc murió en un poblado antes de llegar a Itzamkanac el cual era Taxahá (Yaxzam). Cuauhtémoc fue ejecutado en Taxahá el 28 de febrero de 1525 colgado de una ceiba, posteriormente su cuerpo fue decapitado y su cabeza fue colocada enfrente del templo principal de Taxahá.